# Blausasc
Blausasc é uma comuna francesa na região administrativa da Provença-Alpes-Costa Azul, no departamento Alpes Marítimos. Estende-se por uma área de 10,21 km², com  (Blausascois) 1254 habitantes, segundo os censos de 1999, com uma densidade de 122 hab/km².